# Synthlipsis
Synthlipsis är ett släkte av korsblommiga växter. Synthlipsis ingår i familjen korsblommiga växter.
Kladogram enligt Catalogue of Life:
| Synthlipsis | \| \| Synthlipsis densiflora \| \| \| \| \| \| Synthlipsis greggii \| \| \| \| |
|             | \| \| Synthlipsis densiflora \| \| \| \| \| \| Synthlipsis greggii \| \| \| \| |
|             | Synthlipsis densiflora                                                         |
|             |                                                                                |
|             | Synthlipsis greggii                                                            |
|             |                                                                                |